# Нальшаны
Нальшаны (Нальшанская земля, Нальщаны) — историческая область, охватывающая северо-запад Белоруссии и северо-восток Литвы. По мнению большинства исследователей, территория Нальшан приблизительно соотносится с юго-восточной частью ареала восточно-литовских курганов (Аукштайтская и Свенцянская возвышенности). После присоединения к Великому княжеству Литовскому в 1264 году Нальшаны поглощаются термином «Аукштайтия».

## История
В 1229 и 1247 годах упоминается в «Ливонской рифмованной хронике» при описании походов ливонских рыцарей под названием Nalsen. Располагалась между владениями Ливонского ордена и Литвой («durh Nalsen kein Litowen» — через Нальшаны в Литву).
Автор «Описания земель» (Дублинская хроника) второй половины XIII ст., который присутствовал на коронации Миндовга, упоминал племя Нальшаны (Nalsani) вместе с Литвой, Ятвезью и Жемайтами.
В 1260 году в грамоте короля Миндовга упоминается его сородич Гердень из Нальшан (Gerdine de Nailse), что свидетельствует о политической зависимости от Литвы.
В 1258 году татары хана Бурундая при наступлении с юга последовательно «воеваша земли Литовьскую и Нальшчаньскую» (Ипатьевская летопись).
Также в Ипатьевской летописи Нальшанским князем называется Довмонт.

В то же веремя умре княгини Миндовговая, и поча карити по неи, бяшеть бо сестра еи за Домонтомъ за Нальщаньскимъ княземь. И посла Миндовгъ до Нальщанъ по свою свесть, тако река: се сестра твоя мертва, а поѣди карить по своей сестрѣ. Онои же приѣхавши карить, Миндовгъ же восхотѣ пояти свесть свою за ся.
В Хронике Литовской и Жемайтской князь Довмонт упоминается как «зааналзанский князь Довмант» . В Хронике Стрыйковского князь Довмонт также называется занальшанским князем.
В 1264 году Войшелк, который занял отцовские владения в Литве, отправился с войском на покорение мятежных Нальшан и Деволтвы (в иных источниках — Лотвы).
В грамоте князя Герденя от 22 декабря 1264 года записано: «а воли есми Божии и въ Молшелгове» (великого князя Войшелка).
В 1268 году Нальшаны упоминаются как «провинция Литвы» (Великого Княжества Литовского), когда под протекторат Рижского архиепископа перешел литовский нобиль Суксе (нем. Suxe) «из провинции Нальшаны» (нем. Nalsen).
В 1298 году в грамоте датского короля Эрика Менведа территория Nalexe, подвластная Рижскому архиепископу, упоминается в том же контексте, что и территория под названием Semigallia.
В 1368 году Нальшаны упоминаются во 2-й Псковской летописи: «В лето 6876 (1368)... инаа рать Немецькаа оу Велья из Налесьи была…» (село Велье сейчас расположено в Псковской области).
С другой стороны, название «Налесье» присутствовало в XVI веке в Новгородской земле.

## Локализация

### Литва
Герман из Вартберга в 1375 году называет в «земле литовцев» ряд населенных пунктов в той местности, где ранее, возможно, находились Нальшаны — Больники, Дубинки, Гедройцы, Маляты, Таурагены, Утена, Шешолы.
Э. А. Вольтер также указывал на местонахождении Нальшан в районе города Утен. Данная гипотеза заслуживает пристального внимания, так как  в Утенском уезде Литвы расположен населенный пункт под названием Нолишкис. Кроме того, в литовской исторической традиции князь Довмонт называется Утенским князем.
В противоположной стороне Литвы, ближе к Сувалкам, располагал Нальшанское княжество Теодор Нарбут. По его словам, Нальшанское княжество принадлежало князю Довмонту (Арвиду) Эрдивилловичу — племяннику Миндовга. Затем он упоминает, что уже иной псковский князь Довмонт (Тимофей) повоевал за рекой Двиной ближайший повет (по его словам "несомненно, Дусятский"), где правил местный королек Гердень или Гордон, который был сыном Давила. Он увел в плен двух детей Герденя и его жену, которая приходилась сестрой Довмонту, который покрестил ее и дал ей имя Евпраксия.
Дополнительно Нарбутт пишет, что Пелас в Нальшанском княжестве устраивал свадьбу для своей дочери, которая должна была произойти в замке Вейсеяй (Wiesieje, совр. Veisiejai в Литве), расположенного недалеко от Друскенинкай. Однако предатель Пелюза, который в то время жил в Кёнигсберге, привел крестоносцев под замок своего дяди. Знатные гости были убиты, а сокровища и пленные отправлены в Кёнигсберг.

### Беларусь

#### Виленская губерния
Некоторые исследователи считают, что территория Нальшан приблизительно соотносится с границами Аукштайтской и Свенцянской возвышенностей (Генрик Ловмянский, 1983; Беннингхофен, 1965). В Белорусско-литовских летописях данная территория соотносится с «Завилейской Литвой» (позднее — «Ошмянская сторона»). Вместе с тем, согласно археологическим сведениям в указанной местности была распространена культура восточнолитовских курганов, которая большинством ученых соотносится с исторической Литвой.
Известный исследователь-краевед XIX века Адам Киркор считал, что Нальшаны охватывали территорию Свенцянского уезда с центром в Гольшанах (из-за созвучия слов Гольшаны — Нальшаны). Кроме того, согласно легенде, нальшанский или занальщанский князь Довмонт на месте капища Перуна основал местечко Свирь в Свенцянском уезде. Однако исторические источники указывают, что данная территория входила в состав Кревского княжества с центром в местечке Крево, которое также указывалось в качестве столицы Нальшан из-за более мощного замка и близости к Гольшанам. В географическом плане Свенцянский уезд соотносился с территорией Аукштайтии.
Признанный специалист в области истории государственных учреждений и права Великого княжества Литовского, профессор, доктор государственного права Леонтович Федор Иванович на территории летописной Литвы выделил три группы территориально-административных единиц:
1. Владения Гедиминовичей: княжества Керновское, Трокское, Виленское, Кревское, Лидское и Лошское.

1. Владения вассальных литовских князей: княжество Биржанское — князей Радзивиллов, Утенское или Уцянское, Гедройтское, Свирское — князей Свирских, Гольшанское или Ольшанское — князей Гольшанских, Трабское.

1. Крупные земли и волости: Занальшанская земля, Ошмяны, Эйшишки, Граужишки и пр[18].

По мнению советского профессора и академика Владимира Пашуто, Нальшанская земля занимала весь крайний северо-запад современной Беларуси и крайний восток современной Литвы (от Немана ниже Гродно и до Западной Двины в районе Даугавпилса и от Крево до Вильнюса).
Доктор исторических наук, профессор Эдвардас Гудавичюс также размещал Нальшаны на территории Аукштайтии. Гудавичюс пришел к выводу, что совокупность сведений позволяет разделить южную и северо-восточную Аукштайтию и соотнести первую часть с Литвой Миндовга, а вторую — с Нальшанами.

#### Берестейская земля
В 1911 Е. Романов написал: «В 1260 г. владимирский князь Василько Романович совершил с татарами поход на Литву и воевал землю Нальщанскую (на р. Лесной) и Литовскую».

### Латвия
Следующей является версия о нахождении Нальшан на территории современной Латвии (земля в Селонии)[почему?]. Косвенное тому подтверждение[почему это «косвенное подтверждение»?] содержится в грамоте нальшанского князя Герденя от 22 декабря 1264 года. В ней подтверждаются условия договора, ранее заключённого между Ригой и полоцким князем Константином. Тем самым Гердень выступил посредником при заключении договора между ливонским магистром и Ригой с одной стороны и Полоцком и Витебском с другой. Договор подтверждал передачу земель на востоке Латгалии и Режицы (Резекне) немцам в обмен на гарантии безопасности, регулировал правила торговли и рассмотрения судебных дел между сторонами.
Ещё одна запись содержится в "Сборнике материалов и статей по истории Прибалтийского края":

Селы жили къ юго востоку отъ Семгалловъ, вдоль Двины по землямъ; Тавракенѣ, Нальзевѣ, Полоиѣ и Медевѣ и замкѣ Оельтіисѣ.
Таким образом, в XXI веке местонахождение летописных Нальшан точно не определено, белорусская энциклопедия Великого княжества Литовского даёт лишь предположительные сведения, не основанные на археологических изысканиях.